# Asiosilis newtoni
Asiosilis newtoni is een keversoort uit de familie soldaatjes (Cantharidae). De wetenschappelijke naam van de soort werd in 1927 gepubliceerd door Maurice Pic.